# Шалинское городское поселение
Шалинское городско́е поселе́ние — муниципальное образование в Шалинском районе Чечни Российской Федерации.
Административный центр — город Шали.

## История
Статус и границы городского поселения установлены Законом Чеченской Республики от 20 февраля 2009 года № 10-РЗ «Об образовании муниципального образования Шалинский район и муниципальных образований, входящих в его состав, установлении их границ и наделении их соответствующим статусом муниципального района, городского и сельского поселения».

## Население
| 2010    | 2012    | 2013    | 2014    | 2015    | 2016    | 2017    |
| ------- | ------- | ------- | ------- | ------- | ------- | ------- |
| 47 708  | ↗49 026 | ↗49 967 | ↗50 412 | ↗51 268 | ↗52 234 | ↗53 016 |
| 2018    | 2019    | 2020    | 2021    | 2023    | 2024    |         |
| ↗53 807 | ↗54 168 | ↗55 076 | ↘55 054 | ↗56 005 | ↗57 060 |         |

## Состав городского поселения
| № | Населённый пункт | Тип населённого пункта | Население |
| - | ---------------- | ---------------------- | --------- |
| 1 | Шали             | город                  | ↗57 060   |